# Grammichele
Grammichele es una localidad italiana de la provincia de Catania, región de Sicilia, con 13.451 habitantes.

## Historia

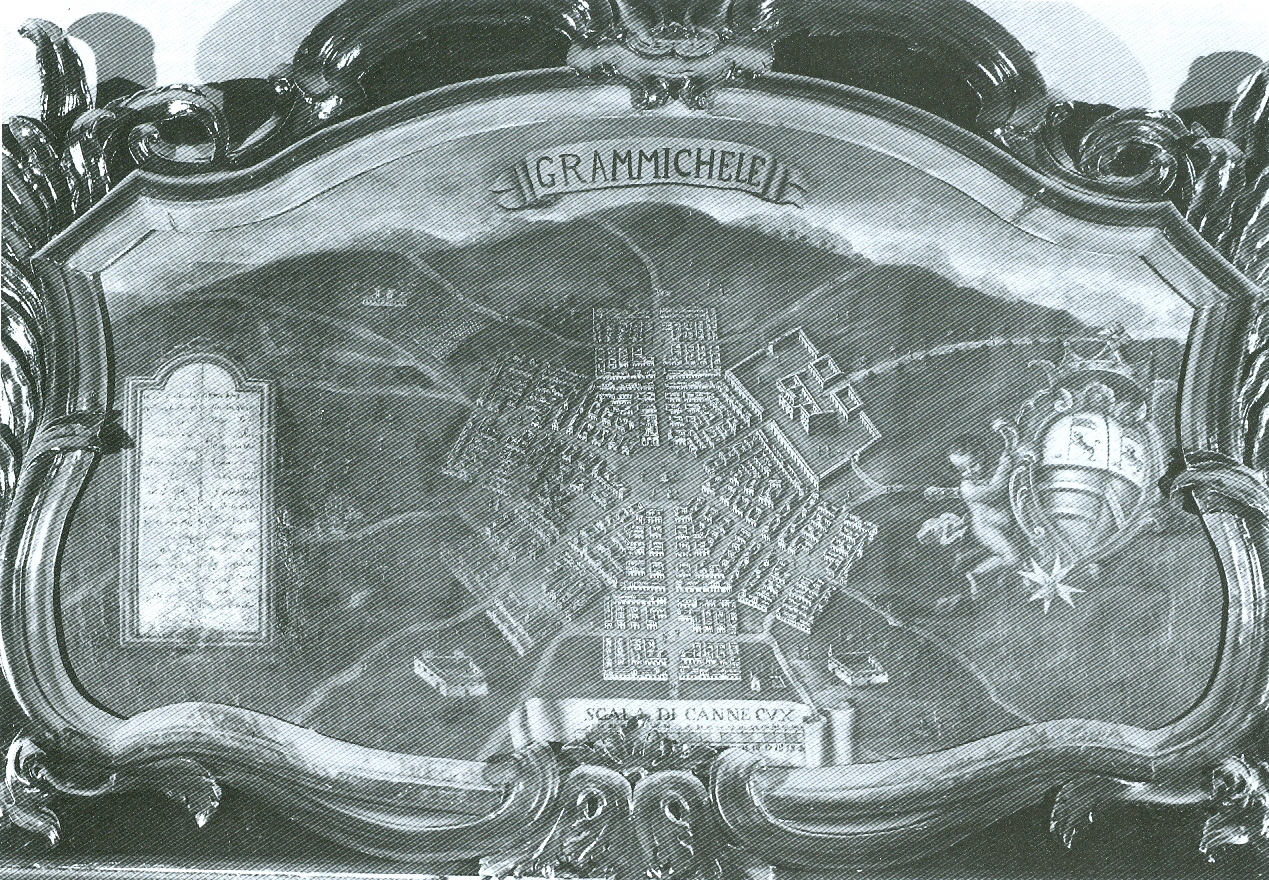
Plano de la localidad, en el palacio de Butera, en Palermo, donde se observa el diseño hexagonal de las calles y construcciones.

La ciudad fue construida en 1693, después de que un terremoto destruyera la antigua ciudad de Occhiolà, situada al norte de la moderna Grammichele. Occhiolà, por la similitud del nombre, se identifica generalmente con Echetla, ciudad fronteriza entre territorio siracusa y cartaginés en tiempos de Hierón II, que parece haber sido originalmente una ciudad sicelana en la que prevaleció la civilización griega a partir del siglo V.
La devastación del casco antiguo fue tan grave que el terrateniente feudal de la ciudad, Carlo Maria Carafa Branciforte, Príncipe de Butari, encargó la construcción de una nueva ciudad, con planos ayudados por Michele da Ferla. Supuestamente el propio Príncipe esbozó el diseño hexagonal inicial. En el centro del hexágono está la Piazza Carlo Maria Carafa, frente a la Chiesa Madre (Iglesia Madre), San Michele Arcangelo y el Palazzo Communale (Ayuntamiento). La ciudad de Avola, destruida por el mismo terremoto, también fue reubicada y reconstruida siguiendo un trazado hexagonal.
El 15 de julio de 1943, la 1.ª División de Infantería canadiense libró su primera batalla en la invasión aliada de Sicilia contra elementos de la División Panzer alemana "Hermann Göring". Los Regimientos de Hastings y Prince Edward, la Infantería Ligera de Saskatoon (Ametralladora) y el Regimiento de los Tres Ríos (tanques) participaron en los combates, que concluyeron al mediodía con la ciudad en manos canadienses.

Ubicación de la ciudad de Grammichele dentro de la provincia de Catania.

## Evolución demográfica
| Gráfica de evolución demográfica de Grammichele entre 1861 y 2001 |
|                                                                   |
| Fuente ISTAT - elaboración gráfica de Wikipedia                   |

## Hijos ilustres
Entre los nacidos en esta localidad, cabe señalar al artesano y titiritero Agrippino Manteo, emigrante en Argentina y Estados Unidos, países en los que introdujo los tradicionales pupi sicilianos, una representación teatral en la que sus protagonistas son marionetas de los paladines de Carlomagno).